# Pássaro Livre
Pássaro Livre é o décimo sexto álbum de estúdio da cantora brasileira Shirley Carvalhaes, lançado no ano de 1992 pela gravadora Rocha Eterna.

## Faixas
1. Pássaro Livre (Wanderly Macedo)
2. Deus Meu (A.D.)
3. No Sangue (Misael Nascimento)
4. Santo, Santo (Amaro Batista)
5. Paz Para Viver (Salvador)
6. Eles Sumiram (Wanderly Macedo)
7. Nossa Canção (Valdeci Aguiar)
8. Luz (Tuca Nascimento)
9. Não Chores Mais (Paulo Silva)
10. Varões Galileus (Niltinho)

## Ficha técnica
- Direção Geral: Shirley Carvalhaes e Eli de Almeida
- Foto e Arte: Maurício Studio

Lado A (faixas de 1 a 5)
- Stúdio: Multi-Mix
- Arranjos e Direção Musical: Ezequiel de Matos
- Teclados, Baixo, Guitarra e Violão: Ezequiel de Matos
- Bateria: Neire Menezes
- Violinos: Maria Claudia, Silvanira, Cristina e Freitas
- Vocal: Ezequiel, Joana, Fátima e Paulinho
- Técnicos: Morbee e Neire Menezes
- Mixagem: Adilson K. Rodrigues

Lado B (faixas de 6 a 10)
- Stúdio: Transamérica
- Arranjos e Direção Musical: Tuca Nascimento
- Teclado: Mito
- Bateria: Moisés
- Baixo: Marcelo Nascimento
- Sax: Léo
- Guitarra e Violão: Eraldo Taylor
- Vocal: Plena Paz
- Voz (locução): Mário Nascimento
- Mixagem: Laci de Mora
- Assistentes de Gravação: Jambo e Ruivão